# Лендмарк 81
„Лендмарк 81“ (на виетнамски: Landmark 81, в превод „Ориентир 81“, числото показва броя на етажите), е свръхвисок небостъргач в Хошимин, Виетнам.
Инвеститор и основен разработчик на проекта е виетнамската корпорация „Vinhomes“, която е и най-голямата компания за недвижими имоти в страната. Към 2018 г. „Лендмарк 81“ е най-високата сграда във Виетнам, най-високата завършена сграда в Югоизточна Азия и 15-та по висомина сграда в света.
Тя е построена построена на западния бряг на река Сайгон в квартал „Бин Тан“, разположен на север от историческия център на град Хошимин и непосредствено на юг от моста Сайгон в градската зона наречена „Vinhomes Central Park“.
Лендмарк 81 има общо 81 етажа, с разгърната застроена площ от 241 000 м2, и е с височина 461,15 метра. Високата сграда се обслужва от 29 асансьора.
Сградата включва търговски център с търговски площи от висок клас, площи за развлечения включващи кино, закрита пързалка за лед, фитнес зала, плувен басейн, спа център, барове, ресторанти, и външен хол, 5-звездна хотелска част и конферентни зали, 6-звездни луксозни апартаменти, и многоетажна наблюдателна площадка в най-горната част.
Структурата на сградата се състои от 36 блока с различна височина, групирани в матрица 6 × 6, като по-високите блокове са поставени в центъра. Дизайнът на сградата е вдъхновен от традиционни бамбукови снопове, представляващи сила и солидарност във виетнамската култура. Повечето горни блокове имат допълнителни градини на върха, с изключение на най-високите.

## История
Небостъргачът Лендмарк 81 е проектиран от британската консултантска компания „Atkins“, специализирана в архитектурен дизайн, инженеринг и консултации. Компанията има опит в проектирането на много други небостъргачи в света, повечето от които се намират в Дубай и Китай, най-вече сградата Бурж Ал Араб.
Първата копка по построряването на небостъргача се провеждана 13 декември 2014 г. През октомври 2017 г. строителството завърши на 69 етажа от своите 81 етажа и с височина 270 метра надминава построената финансовата кула на Bitexco (Лендмарк 72), за да стане най-високата сграда в град Хошимин.
След като през януари 2018 г. строителството на етажите приключва, на 10 април 2018 г. е добавен последният сегмент на короновия шпил, завършващ архитектурно Лендмарк 81. Короновият шпил се използва за антена излъчваща цифрова телевизия за целия град.
Основата на сградата, която заема 6 етажа с обща площ от 50 000 m2, е официално открита на 27 юли 2018 г., за да отбележи 25-годишнината на компанията „Vingroup“.
Наблюдателната площадка, наречена Skyview, отворена на 28 април 2019 г. Тя се помещава от етаж 79 до до етаж 81 на 382,65 м и е най-високата наблюдателна площадка във Виетнам. Цената на билета за посещение варира от 17 до 35 долара.

## Галерия
- Изглед с околните сгради от Vinhomes Central Park
- Изглед с околните сгради от Vinhomes Central Park
- Изглед към Лендмарк 81 през нощта